# Kush (cannabis)

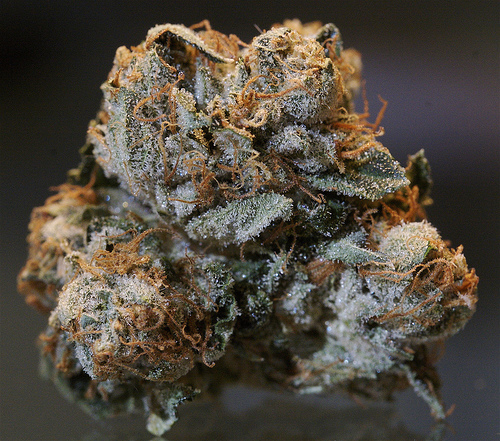
Un'infiorescenza essiccata di Kush

Kush è una varietà di cannabis indica, che prende il nome dall'Hindu Kush, catena montuosa dalla quale è originaria la pianta.
Le varie sottovarietà sono: Afghan Kush, Hindu Kush, Green Kush, Purple Kush (dall'indica pura), Blueberry Kush, Mango Kush e Golden Jamaican Kush (dall'indica ibrida).
È originaria da piante autoctone presenti in Afghanistan, Pakistan e India poi esportate negli Stati Uniti negli anni 70.